# Cryptops iheringi
Cryptops iheringi är en mångfotingart som först beskrevs av Henri W. Brölemann 1902.  Cryptops iheringi ingår i släktet Cryptops och familjen Cryptopidae. Inga underarter finns listade i Catalogue of Life.